# Auf Wiedersehen, Kinder
Auf Wiedersehen, Kinder (Originaltitel Au revoir, les enfants) ist ein französischer Spielfilm aus dem Jahr 1987 unter Regie von Louis Malle, der auch das Original-Drehbuch, basierend auf Erlebnissen in seiner Zeit als Schüler eines katholischen Internats während des Zweiten Weltkriegs, schrieb. Der Film erzählt die Geschichte der Schüler Julien und Jean, die nach anfänglichem Zögern eine umso intensivere Freundschaft schließen, die aber von Jeans lebensgefährlichem Geheimnis überschattet wird.
Das den Holocaust thematisierende Drama wurde unter anderem von den Filmstudios NEF Filmproduktion, Nouvelles Éditions de Films, MK2 Productions und Stella Films produziert. Malles Film, der seine Rückkehr in die französische Filmindustrie nach zehn Jahren in Hollywood markierte, gilt als einer der Höhepunkte in seinem Schaffen. Er wurde mit dem Goldenen Löwen von Venedig sowie sieben Césars ausgezeichnet.

## Handlung
Winter Anfang 1944, in dem von Deutschland besetzten Frankreich. Der 12-jährige Julien Quentin und sein älterer Bruder François haben die Weihnachtsferien bei ihrer Mutter in Paris verbracht. Sie fahren mit dem Zug zurück in ihr auf dem Land gelegenes privates Internat. Vor allem Julien fällt der Abschied von seiner Mutter schwer. Das konfessionelle Couvent des Carmes, das die beiden Brüder besuchen, wird von katholischen Priestern geführt. In seinem Schlafsaal liest der pubertierende Julien heimlich unter der Decke die Abenteuerromane von Jules Verne und Alexandre Dumas sowie Zeitschriften mit Fotos von barbusigen Frauen. Der Zweite Weltkrieg scheint hier noch weit entfernt zu sein. Nur gelegentliche Stromausfälle und der Ausfall der Heizung künden vom Krieg und den deutschen Soldaten, die das Land besetzt haben.
In diese Idylle stößt eines Tages Jean Bonnet, ein neuer Schüler. Der zurückhaltende Jean wird von den anderen Jungen geschnitten, weckt aber die Aufmerksamkeit von Julien. Er ist nicht nur äußerst begabt auf dem Gebiet der Mathematik, sondern erweist sich auch bei den Klavierlektionen mit Mademoiselle Davenne als sehr talentiert – im Gegensatz zu Julien, dem die schöne junge Klavierlehrerin spöttisch rät, es lieber mit einer Violine zu versuchen. Juliens Neugier wird noch gesteigert, als eines Tages während einer Prüfung ein Zettel aus einem von Jeans Lehrbüchern fällt. Gegen Jeans Willen wird dieser Zettel heimlich durch die Bänke gereicht. Als Julien das Stück Papier in Händen hält, erkennt er darin einen Brief von Jeans Mutter, die davon berichtet, dass sie so wenig wie möglich ausgehe und es sehr schwierig sei, ihrem Sohn zu schreiben. Julien, der Jean den Brief zurückgibt, kann sich eine Bemerkung zu dessen Mutter nicht verkneifen.
Nur zögerlich kommen sich Julien und Jean näher. Bei einem Ausflug zu einem öffentlichen Bad tauschen sie sich über das Buch Die drei Musketiere aus, das Julien gerade liest. Während des Gesprächs erfährt Julien, dass Jeans Vater Buchhalter war und er selbst wohl auch plane, irgendwann seinen Lebensunterhalt mit Mathematik zu bestreiten. Jean gibt auch preis, dass er nicht mit zur katholischen Firmung gehen werde. Er gibt vor, Protestant zu sein, während Julien darauf beharrt, dass der Name „Bonnet“ kein protestantischer Name sei. Eines Nachts im Schlafsaal hört er Jean in einer ihm fremden Sprache vor seinem Bett beten.
Als mehrere französische Milizionäre die Schule aufsuchen, wird Jean heimlich vom Sportlehrer und einem Pater vom Hof geschafft, wo die Klasse Sportübungen macht. Julien erfährt vom Küchenjungen Joseph, mit dem er einen regen Schwarzhandel mit von zu Hause mitgebrachten Lebensmitteln betreibt, dass die Milizionäre nach Verweigerern suchen, die sich verstecken, um ihrem Arbeitsdienst in Deutschland zu entgehen. Juliens Neugier ist weiterhin geweckt. Er untersucht Jeans Bett und Kleiderschrank und stößt dabei in einem Buch auf Tintenabdrücke einer Urkunde, die auf den Namen eines Jean Kippelstein ausgestellt ist.
Julien sucht weiter die Nähe zu Jean, der ihm davon berichtet, dass sein Vater im Gefängnis sitze und seine Mutter ihm seit drei Monaten nicht mehr geschrieben habe. Daraufhin erkundigt sich Julien bei seinem älteren Bruder François nach Juden und erfährt, dass sie kein Schweinefleisch essen dürfen und dass sie Jesus gekreuzigt hätten. Im hügeligen Gelände in der Umgebung findet kurz darauf ein Geländespiel der Schüler statt. Julien und Jean verirren sich im Dickicht der Wälder und werden erst am späten Abend von bayerischen Wehrmachtssoldaten aufgegriffen und ins Internat zurückgebracht. Auf der Krankenstation, wo die Jungen nach dem mehrstündigen Umherirren im Wald ihre Erkältung auskurieren, versucht Julien dem Verdacht, dass Jean Jude sei, auf den Grund zu gehen und bietet ihm ein Brötchen mit Leberwurst an. Als Jean ablehnt, konfrontiert ihn Julien mit seinem wirklichen Namen. Jean stürzt sich auf Julien, und die Nonne, die auf der Krankenstation Dienst verrichtet, kann die kämpfenden Jungen nur mit Mühe trennen.
Als die Eltern der Schüler zu Besuch kommen, versucht Pater Jean die wohlhabenden Familien während der Heiligen Messe daran zu erinnern, dass materielle Reichtümer die Seele verderben. Er appelliert an die Nächstenliebe, worauf ein Familienvater die Messe verärgert verlässt. Bei der anschließenden Kommunion fällt Julien auf, dass Jean keine Hostie erhält. Jean, dessen Eltern nicht gekommen sind, wird von Juliens Familie in ein Restaurant eingeladen. Der schweigsame Junge ist hingerissen von der liebevollen Madame Quentin, als plötzlich zwei Milizionäre das Restaurant betreten und in einem Gast einen Juden erkennen, der sich nicht im Restaurant aufhalten dürfe. Der Vorfall erhitzt die Gemüter der Gäste, und ein deutscher Offizier, der mit seinen Kameraden an einem Nachbartisch sitzt, schreitet ein und fordert die Kollaborateure zum Gehen auf. Madame Quentin ist überrascht über das vorbildliche Verhalten des Deutschen, der aber, so François, nur seiner schönen Mutter habe imponieren wollen.
Julien und Jean werden allmählich gute Freunde. Als Julien eines Morgens von einem Jungen überrascht wird, während er versucht, die Spuren seiner geheim gehaltenen Bettnässerei zu beseitigen, zieht er die Häme seiner Freunde auf sich, während Jean ihn verteidigt. Bei einer Projektion von Charlie Chaplins The Immigrant schauen beide gebannt zu. Juliens ursprünglicher Wunsch, eines Tages in den Orden einzutreten und ein Priesteramt zu bekleiden (wofür ihm laut Pater Jean jegliche Begabung fehlt), rückt in den Hintergrund. Unterdessen fliegt der Schwarzhandel auf, und der Küchenjunge Joseph wird entlassen. Pater Jean rügt Juliens und François’ Verhalten, belässt sie aber auf der Schule. Jean gibt Julien Klavierunterricht, als die übrigen Kinder während eines Fliegeralarms Schutz im Keller suchen. Auf dem menschenleeren Schulhof lauschen beide dem entfernten Grollen der Bombardements, und Jean gesteht Julien seine große Furcht davor, entdeckt zu werden. Sie beginnen damit, sich gegenseitig aus dem von den Priestern verbotenen Buch Tausendundeine Nacht vorzulesen.
Eines Tages betreten deutsche Soldaten während des Unterrichts das Klassenzimmer. Ihr Anführer Dr. Müller fragt nach einem Jean Kippelstein. Der Lehrer versichert, dass ein Junge dieses Namens nicht in der Klasse zu finden sei, doch Julien blickt für einen flüchtigen Moment verstohlen hinter sich auf Jean, was der Deutsche bemerkt. Dr. Müller tritt zu dem am Pult sitzenden Jean und mustert ihn, worauf der jüdische Junge erkennen muss, dass seine Tarnung aufgeflogen ist. Er steht auf, reicht einigen Jungen zum Abschied die Hand, darunter auch Julien, und wird von einem Wehrmachtssoldaten abgeführt. Auch die anderen jüdischen Mitschüler, die Pater Jean versteckt hat, werden gefunden und zusammen mit dem Direktor des Couvent des Carmes verhaftet, die Schule wird geschlossen. Pater Jean wurde, wie Julien erfahren muss, vom entlassenen Joseph denunziert. Julien sieht Jean noch zweimal. Als er im Schlafsaal seine Sachen zusammenpackt, betritt sein Freund mit dem deutschen Soldaten den Raum, um ebenfalls seine Sachen zu packen. Jean entgegnet Julien: „Mach dir nichts draus. Irgendwann hätten die mich sowieso gekriegt.“ Jean übergibt Julien dessen Bücher, die er gelesen hat, während Julien seinem Freund das Buch Tausendundeine Nacht zusteckt. Als sich alle Schüler auf dem Hof aufstellen müssen und die Deutschen ihre Anwesenheit kontrollieren, werden Pater Jean und die jüdischen Jungen, darunter auch Jean, von zwei deutschen Soldaten abgeführt. Die zurückbleibenden Schüler rufen den Namen des Direktors der Schule und verabschieden sich von ihm. Pater Jean dreht sich noch einmal um, ruft den Kindern „Auf Wiedersehen, Kinder! Bis bald!“ zu und verschwindet dann in einem Seitenausgang, der zur Straße führt. Die jüdischen Jungen folgen ihm, wobei Jean als Letzter an der Tür stehen bleibt und noch einmal zurückblickt. Julien hebt seine Hand und winkt ihm zum Abschied, dann wird Jean von einem Soldaten gepackt und auf die Straße gezerrt.
Die Stimme des gealterten Julien verkündet aus dem Off das Schicksal der Verschleppten, während die Kamera das Gesicht des verzweifelten Julien fokussiert, der noch immer auf die Tür zur Straße blickt: Jean und die anderen jüdischen Jungen seien in Auschwitz umgekommen, Pater Jean im KZ Gusen I (Mauthausen). Die Schule sei bis Oktober 1944 geschlossen geblieben. Mehr als vierzig Jahre seien seither vergangen, doch so lange er lebe, werde er sich an jeden Augenblick jenes Januarmorgens erinnern.

## Historischer Hintergrund

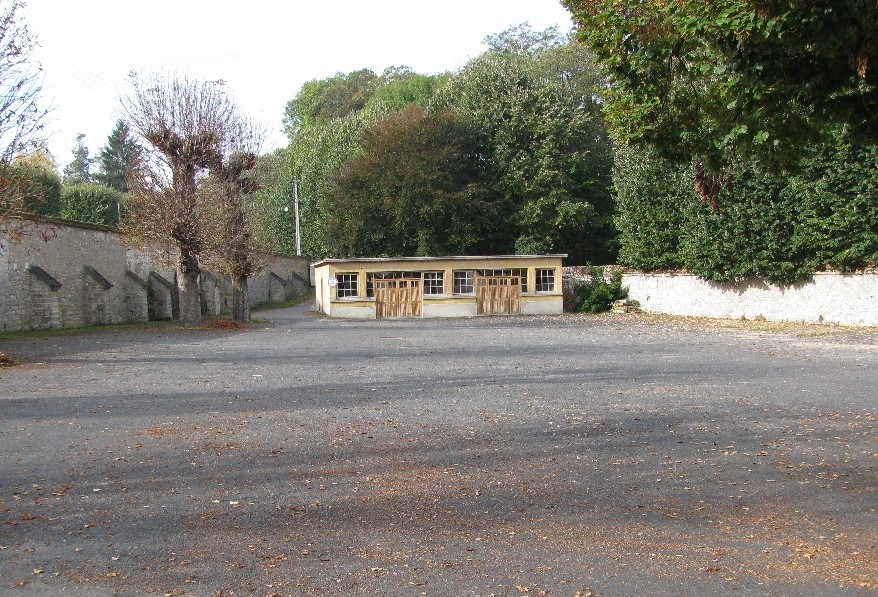
Ehemaliger Schulhof des Petit Collège d’Avon

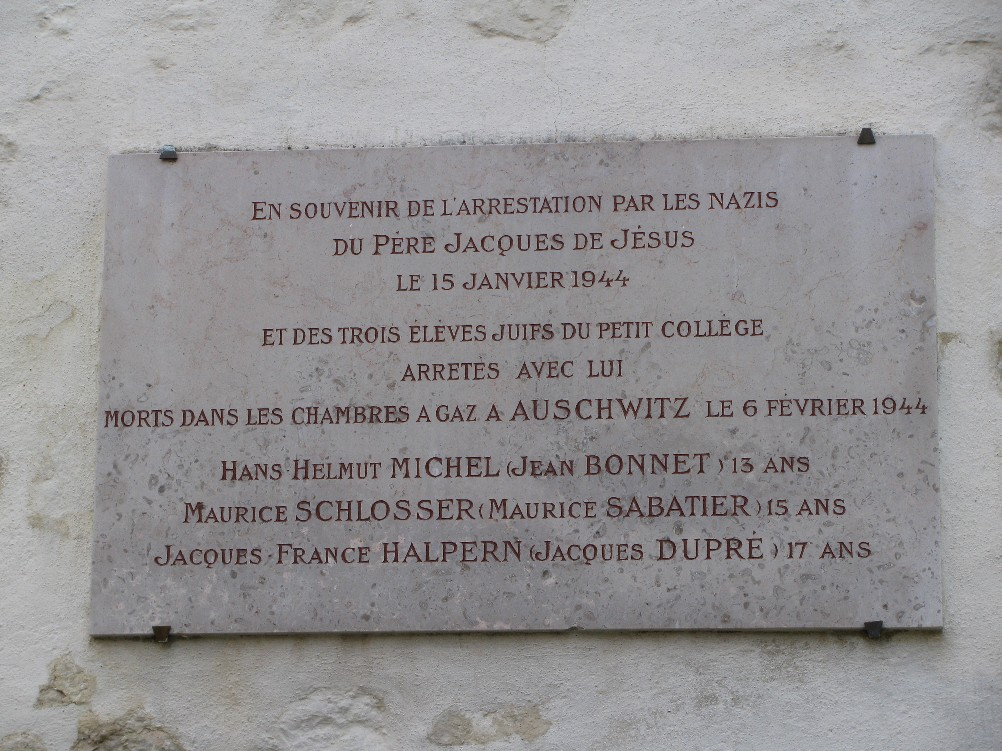
Gedenktafel im Hof des Karmelitenklosters von Avon

Der Film basiert auf einer wahren Begebenheit aus der Kindheit des Regisseurs und Drehbuchautors Louis Malle im Jahr 1944, als er im Alter von elf Jahren das Internat Petit Collège in Avon bei Fontainebleau besuchte.
Im wirklichen Leben hieß der Leiter des Petit Collège nicht Pater Jean, sondern Père Jacques. Er wurde für seine Tat in das Konzentrationslager Gusen I eingewiesen, welches er nur wenige Tage nach Kriegsende überlebte. Nach seinem Tod wurde er als Gerechter unter den Völkern geehrt.
Jean Bonnet war auch der wirkliche Deckname eines der versteckten Kinder. Sein richtiger Name lautete allerdings Hans Helmut Michel. Für Louis Malle hatte der Name Michel allerdings einen französischen Klang, daher gab er der Figur den eher jüdisch klingenden Nachnamen Kippelstein. Hans Helmut Michel wurde am 6. Juni 1930 in Frankfurt am Main als Sohn eines jüdischen Arztes geboren. Mit Beginn der Judenverfolgung floh seine Mutter mit ihm und seiner sechs Jahre älteren Schwester Laure nach Paris. Dort wurden sie im Juli 1942 während der Rafle du Vélodrome d’Hiver (Razzia der Winter-Radrennbahn) verhaftet. Auf dem Weg in das Velodrom, der Sammelstelle für die verhafteten Juden, hatte ein Polizist Mitleid mit dem Jungen und öffnete eine Tür, damit er fliehen konnte. Einer zweiten Verhaftung konnte er im Dezember 1942 im letzten Moment entgehen. Da Hans Helmut akzentfrei Französisch sprach, gelang es ihm, sich an den Pariser Pfarrer Théomir Devaux zu wenden, der ihn in das Petit Collège vermittelte. Hans Helmut Michel überlebte den Holocaust im Gegensatz zu seiner älteren Schwester Lore nicht, diese setzte sich später dafür ein, dass Père Jacques als Gerechter unter den Völkern geehrt wurde. Auch in anderen katholischen Internaten in Frankreich wurden zu dieser Zeit unter ähnlichen Umständen jüdische Kinder versteckt, der bekannte Historiker Saul Friedländer überlebte auf diesem Weg den Holocaust und schrieb später über seine Erlebnisse.
Die Figur des Küchenjungen Joseph gab es in Wirklichkeit nicht, unfreiwillig verraten wurde der Pater durch ein Mitglied der Résistance, das von der Gestapo unter Anwendung von Folter verhört worden war. Père Jacques hatte engen Kontakt zur Résistance unterhalten, um Menschen zu helfen, die sich auf der Flucht vor dem Pflichtarbeitsdienst STO befanden. Die Figur des Gestapo-Leiters Dr. Müller hatte ihr historisches Vorbild in dem Gestapo-Mann, der die Verhaftungen an der Schule vornahm. Laut dessen Darsteller Peter Fitz hatte der besagte Gestapo-Mann mitunter heimlich Juden gerettet und Gesetze großzügig ausgelegt, wenn es nicht auffiel, in diesem Fall aber die Kinder und den Pater in den fast sicheren Tod geschickt.
Malle schrieb später über den Hergang am Tag der Verhaftungen:
Père Philippe und Père Jacques, der Direktor, waren sehr aktive, sogar führende Mitglieder der Front National. In diesem Internat lebten unter falschen Namen vier jüdische Jungen, die zum 1. Trimester neu dazu gekommen waren. Im Januar 1944 hörten wir Lärm auf dem Flur, das Knallen von Stiefeln. Bevor wir die Deutschen sahen, hörten wir sie schon: zwei Soldaten und einen Zivilisten. Als sie drinnen waren, riefen sie einen jüdischen Namen, an den ich mich nicht mehr erinnere. Ein Mitschüler, den wir als Bonnet kannten, stand auf. Es war jetzt sehr, sehr still im Raum. Er räumte seine Pappen zusammen. Er machte aus ihnen einen kleinen Stapel, mitten auf dem Tisch, ganz sorgfältig. Ich erinnere mich noch genau an die Art und Weise, wie er seine Sachen geordnet hat. Er ist dann der Reihe nach zu jedem Einzelnen von uns hingegangen, wir saßen an Tischen, die in U-Form standen. Wir waren etwa 15 Jungen. So hat Bonnet seine Runde gemacht, und er hat jedem Einzelnen von uns die Hand gegeben, um uns „Auf Wiedersehen“ zu sagen. Auch dem Lehrer gab er die Hand, und dann ist er den Deutschen gefolgt. ... Und genauso passierte es in den drei anderen Klassen.
Bei der Verabschiedung des Paters und der Kinder hatte die Schülerschaft als Zeichen ihrer Wertschätzung applaudiert. Malle verzichtete auf den Applaus in der Schlussszene, da ihm dieser durch seinen häufigen Einsatz in anderen Filmen zu theatralisch und abgeschmackt erschien. Die in dem Film verarbeiteten Kindheitserinnerungen müssen Malle große seelische Schmerzen bereitet haben. Bei der US-Premiere des Films auf dem Telluride Film Festival brach der französische Regisseur in Tränen aus.

## Produktionshintergrund

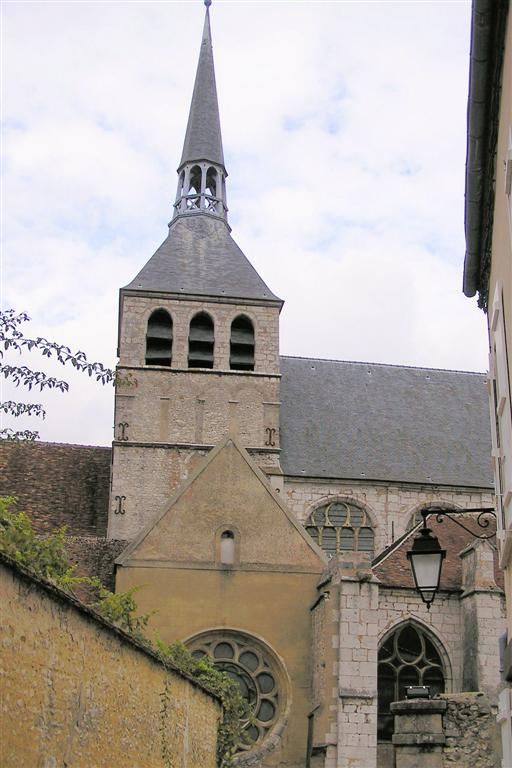
Sainte-Croix in Provins

Nachdem Malle sich über mehrere Jahre Gedanken zu diesem Filmprojekt gemacht hatte, entstand sein erster Entwurf für ein Drehbuch innerhalb von 14 Tagen. Er legte besonderen Wert darauf, dass die Szenen glaubwürdig erscheinen, und fragte bei Unsicherheiten und Zweifelsfällen den befreundeten Drehbuchautor Jean-Claude Carrière um Rat.
Malle konnte nicht an seiner früheren Schule in Avon drehen: Das Couvent des Carmes existiert zwar noch heute in Avon (Seine-et-Marne), allerdings wurde das Petit Collège 1960 geschlossen. Wie der Regisseur preisgab, habe er das Schulgelände Jahre später besucht, die Schule war jedoch abgerissen und vergessen worden. Anstelle der Schule befindet sich heute neben dem Kloster ein Centre Spirituel. Daher wurde die Schule Institution Sainte Croix in der Stadt Provins (Département Seine-et-Marne) östlich von Paris, wie Avon in der Region Île-de-France liegend, zum Drehort. Malle kehrte dafür nach zehn Jahren erstmals aus seiner Wahlheimat, den Vereinigten Staaten, zurück.
Für die beiden Hauptdarsteller Gaspard Manesse und Raphaël Fejtö war Auf Wiedersehen, Kinder ihr Filmdebüt. Für die Rolle des Gestapo-Anführers wollte Malle einen Schauspieler, der nicht den üblichen Vorstellungen eines „klischeehaften Nazi-Typen“ entsprechen sollte. Der deutsche Schauspieler Peter Fitz spielte gerade in einem Theaterstück in Paris und wurde Malle von einem Freund als passende Besetzung empfohlen.

## BuchAu revoir, les enfants
Parallel zur Veröffentlichung des Films erschien im Pariser Verlag Gallimard auch das gleichnamige Buch Au revoir, les enfants von Louis Malle. Das Werk gehörte 2003 zu den Leistungskursabiturthemen in Baden-Württemberg sowie 2007 und 2008 zur verbindlichen Lektüre im Fach Französisch für das Zentralabitur in Nordrhein-Westfalen und Niedersachsen. In Nordrhein-Westfalen und Baden-Württemberg wird der Film auch im Rahmen des Themas Relations franco-allemandes (französisch-deutsche Beziehungen) besprochen.

## Synchronisation
Die deutsche Synchronfassung entstand 1987 bei der Berliner Synchron GmbH, für Dialogbuch und Synchronregie zeigte sich Mina Kindl verantwortlich. Peter Fitz synchronisierte sich selbst als Gestapo-Mann Dr. Müller.
| Rolle                                 | Darsteller                 | Deutsche Synchronstimme |
| ------------------------------------- | -------------------------- | ----------------------- |
| Julien Quentin                        | Gaspard Manesse            | Simon Jäger             |
| Jean Bonnet                           | Raphaël Fejtö              | Thomas Köhler           |
| Madame Quentin                        | Francine Racette           | Monica Bielenstein      |
| François Quentin                      | Stanislas Carré de Malberg | Frank Schaff            |
| Pater Jean                            | Philippe Morier-Genoud     | Lothar Blumhagen        |
| Pater Michel                          | François Berléand          | Detlef Bierstedt        |
| Joseph, Küchenjunge                   | François Négret            | Stefan Krause           |
| Mademoiselle Davenne, Klavierlehrerin | Irène Jacob                | Katja Nottke            |

## Rezeption

### Veröffentlichung
Louis Malles Drama feierte am 7. Oktober 1987 in den französischen Kinos Premiere und avancierte bei Kritikern und Publikum zum Erfolg. In der Bundesrepublik Deutschland kam der Film am 5. November 1987 in die Kinos und spielte einen Bruttogewinn von umgerechnet 1,76 Millionen Euro ein. In den USA feierte Auf Wiedersehen, Kinder unter dem Titel Goodbye, Children im Dezember 1987 Premiere und spielte 4,54 Millionen US-Dollar ein.
Der Bayerische Rundfunk erstellte 2002 die deutschsprachige Audiodeskription für Fernsehausstrahlungen mit Bernd Benecke als Sprecher.
Der Film wird seitdem auch als Heimvideo (VHS, DVD, Bluray) vertrieben. Als Quentin Tarantino einem seiner Videothekskunden den Film unter dem Titel „Au revoir, les enfants“ empfahl, antwortete dieser des Französischen unkundig: „I don’t want no Reservoir Dogs“, woraufhin Tarantino seinem ersten Film ebenjenen Titel gab.

### Kritiken
Die Kritik bewertete die unspektakuläre Inszenierung allgemein als beklemmend authentisch und als eine von Malles besten Regiearbeiten.
Rita Kempley schrieb in der Washington Post, Au revoir, les enfants markiere für Malle „eine Wiedergeburt nach einer Reihe von schwachen und bedeutungslosen Filmen“. Er habe mit dem „Mitgefühl eines Erwachsenen“ und der „Einfachheit eines Kindes“ Regie geführt, sein Film deute auf Ignoranz und Komplizenschaft der französischen Bevölkerung bei der Judenverfolgung. Vincent Canby war in der New York Times gar der Meinung, dass Malle in seinen 40 Jahren im Filmgeschäft zwar einige herausragende Spiel- und Dokumentarfilme gedreht habe, diese aber wie eine Vorbereitung auf Au revoir, les enfants wirken würden: „(...) es ist ein Werk, das die Art von Einfachheit, Leichtigkeit und Detailfülle hat, welche nur ein Filmemacher in kompletter Beherrschung seiner Kunst vollbringen kann, und das auch nur selten.“ Sein Film bleibe realistisch und spezifisch, weshalb er „so bewegend ist, ohne je sentimental zu sein“.
Der Filmdienst urteilt: „Louis Malle erzählt diese prägende Jugenderinnerung als einen Reifungsprozeß in schwieriger Zeit, in dem sich Emotionen und Authentizität eindrucksvoll die Waage halten. Eine bewegende Schilderung menschlichen Verhaltens im Spannungsfeld von Rassismus, Verrat, Schuld und Solidarität.“ Der Film sei ab 12 Jahren sehenswert. Prisma schreibt, das „Aufeinandertreffen mit der jüdischen Kultur und Geschichte“ sei in dem preisgekrönten Film „atmosphärisch detailliert und ergreifend sensibel aus der Sicht eines Kindes dargestellt“. Michael Fischer betonte in Der Spiegel vor allem den Aspekt des Aufwachsens: „Auf Wiedersehen Kinder ist ein Film über den Abschied von der Kindheit, ein Meisterwerk über den unwiderruflichen Verlust dieses kostbaren Schatzes.“

### Auszeichnungen
Auf Wiedersehen, Kinder wurde 1988 in neun Kategorien für einen César, den wichtigsten französischen Filmpreis, nominiert und sieben Mal ausgezeichnet. Neben den Trophäen für den besten Film des Jahres, Regie und Drehbuch wurde das Drama auch in mehreren technischen Kategorien prämiert. Bei den Filmfestspiele von Venedig hatte Louis Malles Werk im Jahr zuvor den Goldenen Löwen in der Kategorie Bester Film gewonnen.
Der Film war zudem bei den Golden Globe Awards 1988 als beste fremdsprachige Filmproduktion nominiert, unterlag aber dem schwedischen Filmbeitrag Mein Leben als Hund von Lasse Hallström. Bei der Oscar-Verleihung im selben Jahr war er erneut als bester fremdsprachiger Film und für das beste Original-Drehbuch nominiert, er musste sich aber dem dänischen Film Babettes Fest bzw. der US-amerikanischen Produktion Mondsüchtig geschlagen geben. 1989 gewann Louis Malle den British Academy Film Award für die beste Regie.
| Oscar 1988 Nominiert in den Kategorien: - Bester fremdsprachiger Film - Bestes Original-Drehbuch British Academy Film Awards 1989 - Beste Regie Nominiert in den Kategorien: - Bester Film - Bester nicht-englischsprachiger Film - Bestes Original-Drehbuch Golden Globe 1988 - nominiert als bester fremdsprachiger Film César 1988 - Bester Film - Beste Regie - Bestes Drehbuch - Beste Ausstattung - Beste Kamera - Bester Schnitt - Bester Ton Nominiert in den Kategorien: - Bester Nachwuchsdarsteller (François Négret) - Beste Kostüme | Weitere Auszeichnungen - Bodil 1989 - Bester europäischer Film - David di Donatello 1988 - Bester ausländischer Film - Bester ausländischer Regisseur - Bestes Drehbuch für einen ausländischen Film - Europäischer Filmpreis 1988 - Bestes Drehbuch - Syndicat Français de la Critique de Cinéma 1988 - Bester Film - Gilde-Filmpreis 1989 - Bester Film - Independent Spirit Award 1988 - nominiert als Bester ausländischer Film - Sindacato Nazionale Giornalisti Cinematografici Italiani 1988 - Beste Regie bei einem ausländischen Film - London Critics Circle Film Award 1990 - Bester fremdsprachiger Film des Jahres - Los Angeles Film Critics Association Award 1987 - Bester ausländischer Film - Louis-Delluc-Preis 1987 - Bester Film - Internationale Filmfestspiele von Venedig 1987 - Goldener Löwe für den besten Film - Preis der katholischen Jury (OCIC) |